# Saúde na Coreia do Norte

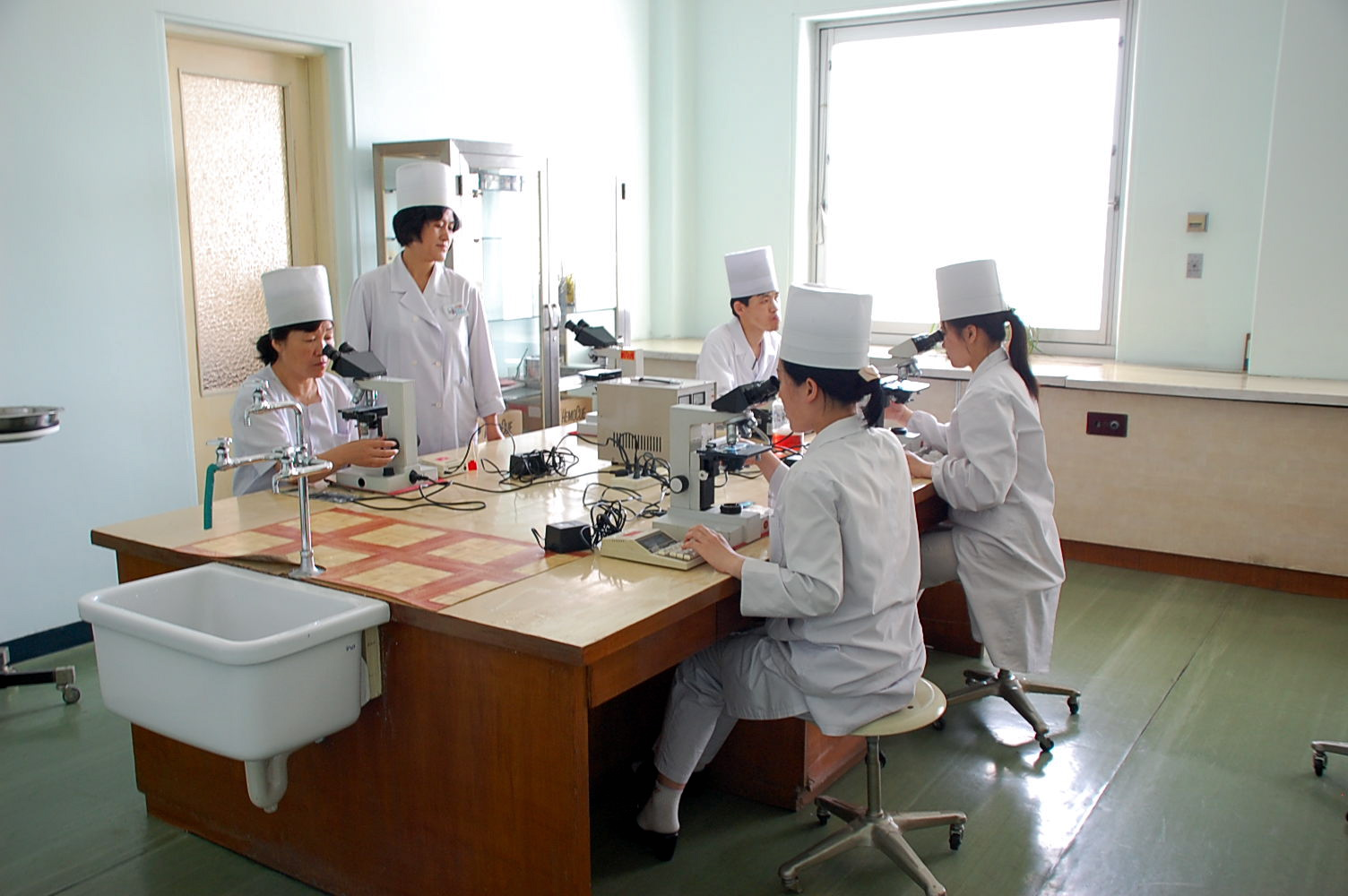
Equipe do Hospital de Maternidade de Pyongyang

A Coreia do Norte tinha uma expectativa de vida de 71,69 anos em 2016. Embora a Coreia do Norte seja classificada como um país de baixa renda, a estrutura das causas de morte da Coreia do Norte (2013) é diferente de outros países de baixa renda. Em vez disso, está mais próximo da média mundial, com doenças não transmissíveis — como doenças cardiovasculares — respondendo por dois terços do total de mortes.
Um estudo de 2013 afirmou que o maior obstáculo para compreender o estado de saúde preciso da Coreia do Norte é a falta de validade e confiabilidade de seus dados de saúde.

## Sistema de saúde
A Coreia do Norte afirma fornecer saúde universal com um serviço médico nacional e um plano de saúde. A Coreia do Norte afirma que os serviços de saúde são oferecidos gratuitamente. No entanto, esta afirmação foi contrastada por desertores norte-coreanos, que afirmam que os pacientes devem de fato pagar pelos serviços de saúde, que as classes mais altas têm acesso a um padrão de saúde mais elevado do que os comuns e que "o dinheiro de um paciente determina se ele viverá ou morrerá".
Em 2001, a Coreia do Norte gastou três porcento de seu produto interno bruto (PIB) em saúde. Começando na década de 1950, a Coreia do Norte colocou grande ênfase na saúde e, entre 1955 e 1986, o número de hospitais cresceu de 285 para 2.401 e o número de clínicas de 1.020 para 5.644. Cuidados de saúde especiais estão disponíveis principalmente nas cidades, onde as farmácias também são comuns. Remédios essenciais também estão disponíveis.
A maioria dos hospitais que existem hoje na Coreia do Norte foram construídos nas décadas de 1960 e 1970. Durante o governo de Kim Il-sung, exames de saúde obrigatórios eficazes e programas de imunização foram iniciados. O país poderia sustentar um grande corpo de médicos devido aos seus baixos salários. O número de médicos continua alto, embora haja uma escassez de enfermeiras, o que significa que os médicos muitas vezes precisam realizar procedimentos de rotina. A infraestrutura médica é bastante eficaz na medicina preventiva, mas nem tanto em termos de tratamento de condições mais exigentes. Desde 1979, mais ênfase foi colocada na medicina coreana tradicional, baseada no tratamento com ervas e acupuntura. Uma rede nacional de telemedicina foi lançada em 2010 que conecta o Hospital Kim Man Yu em Pyongyang com dez instalações médicas provinciais.
O sistema de saúde da Coreia do Norte sofreu um declínio acentuado desde a década de 1990 por causa de desastres naturais, problemas econômicos e escassez de alimentos e energia. Em 2001, muitos hospitais e clínicas na Coreia do Norte não tinham medicamentos, equipamentos e água encanada essenciais devido ao embargo econômico e bloqueio pelos Estados Unidos e pela comunidade internacional. A escassez de eletricidade continua sendo o maior problema. Mesmo que houvesse equipamento sofisticado, eles seriam inúteis se não houvesse eletricidade. Algumas instalações têm geradores disponíveis para atender à demanda durante quedas de energia.
Em 2010, a Organização Mundial da Saúde (OMS) descreveu o sistema de saúde como "a inveja do mundo em desenvolvimento", reconhecendo que "os desafios permaneceram, incluindo infraestrutura deficiente, falta de equipamentos, desnutrição e falta de medicamentos." A OMS criticou um relatório anterior da Anistia Internacional que descreveu "hospitais que mal funcionam" como desatualizados e factualmente imprecisos. Em declarações à Anistia Internacional, desertores norte-coreanos pintaram um quadro sombrio do sistema de saúde norte-coreano, incluindo hospitais que funcionam sem aquecimento ou eletricidade e médicos forçados a trabalhar com lanternas ou velas, médicos realizando operações sem anestésicos, pacientes forçados a pagar por lenha ou usar aquecedores improvisados queimando madeira dentro de placas de aço ou um tambor para manter seus quartos aquecidos e escassez de equipamentos médicos e medicamentos. Supostamente, certo nível de tratamento médico gratuito e medicina preventiva estava disponível para os cidadãos comuns sob Kim Il-sung, mas a qualidade do sistema decaiu depois disso.
Em 2020, foi iniciada a construção de um novo hospital central em Pyongyang, o Hospital Geral de Pyongyang, em frente ao Monumento à Fundação do Partido. Isso faz parte de um programa de melhoria do sistema de saúde.